# Bitravalli, Belur
Bitravalli là một làng thuộc tehsil Belur, huyện Hassan, bang Karnataka, Ấn Độ.